# El tren fantasma (película de 1927)
El tren fantasma (en inglés: The Ghost Train; en alemán: Der Geisterzug) es una película de suspense, misterio y comedia germano-británica de 1927, basada en la obra de teatro de 1923 del mismo título escrita por el dramaturgo británico Arnold Ridley, dirigida por Géza von Bolváry y protagonizada por Guy Newall, Ilse Bois y Louis Ralphen en los papeles principales. La película fue una coproducción entre Gainsborough Pictures y Phoebus Film y se rodó en los Staaken Studios de este último en Berlín.
El tren fantasma (1927) fue la primera de tres adaptaciones cinematográficas de la popular obra de teatro de 1923 del mismo título escrita por Arnold Ridley. La historia fue filmada nuevamente (con sonido) en 1931 y posteriormente en 1941.

## Sinopsis
La acción comienza a la medianoche en una estación de tren rural aparentemente desierta, donde varias personas, muy diferentes entre sí, tienen que bajarse de su tren y esperar en la sala de espera de la estación a que llegue un nuevo tren que les lleve a su destino. El dispar grupo está formado por dos parejas, una disfrutando de su luna de miel y otra en un viaje de divorcio, una solterona llamada Ophelia Bourne y Teddy Deakin, un hombrecillo con monóculos que parece un poco idiota y distraído. Ninguno de ellos será persuadido por el jefe de estación para que abandone la estación porque le gustaría cerrar el edificio con llave durante la noche. No hay otra forma de permanecer en ningún lugar de la zona hasta que puedan continuar con su viaje. Incluso la historia de terror de un tren fantasma que a veces pasa por aquí por la noche y mata a cualquiera que lo ve, que les cuenta el jefe de estación, puede ahuyentar a los pasajeros.
Pero pronto resulta que la historia del tren fantasma solo sirve para evitar ser testigo de actividades revolucionarias, porque los agitadores socialistas utilizan el tren fantasma para transportar cargas de armas de procedencia soviética a los distritos mineros británicos con el fin de preparar un derrocamiento contra la capital que los esclaviza. Pero al contrario de lo que se esperaba, el estado británico hace tiempo que envió a su «padrino» a la estación de tren para descubrir el secreto del supuesto «tren fantasma». Y ese resulta ser Teddy Deakin, quien es finalmente el encargado de poner fin a las actividades revolucionarias, en un enfrentamiento final con muchos tiros.

## Reparto
- Guy Newall como Teddy Deakin
- Ilse Bois como Miss Bourne
- Louis Ralph como Saul Hodgkin
- Hilde Jennings como Peggy Murdock
- John Manners como Charles Murdock
- Sinaida Korolenko como Elsie Winthrop
- Ernő Verebes como Richard Winthrop
- Hertha von Walther como Julia Price